# Mine de Phosphate Hill
La mine de Phosphate Hill est une mine à ciel ouvert de phosphate située au Queensland en Australie.